# Beetzendorf
Beetzendorf is een gemeente in de Duitse deelstaat Saksen-Anhalt, en maakt deel uit van de Landkreis Altmarkkreis Salzwedel.
Beetzendorf telt 3.108 inwoners.
De gemeente is sinds 1 januari 2010 het bestuurscentrum van de Verbandsgemeinde Beetzendorf-Diesdorf.

## Indeling gemeente
De volgende Ortsteile maken deel uit van de gemeente:
- Audorf
- Bandau
- Groß Gischau (tot 1 januari 2004 gemeente Gischau)
- Hohentramm
- Jeeben
- Käcklitz
- Klein Gischau (tot 1 januari 2004 gemeente Gischau)
- Mellin
- Tangeln
- Wohlgemuth

Apenburg-Winterfeld ·
Arendsee (Altmark) ·
Beetzendorf ·
Dähre ·
Diesdorf ·
Gardelegen ·
Jübar ·
Kalbe (Milde) ·
Klötze ·
Kuhfelde ·
Rohrberg ·
Salzwedel ·
Wallstawe